# Uvakhsatra

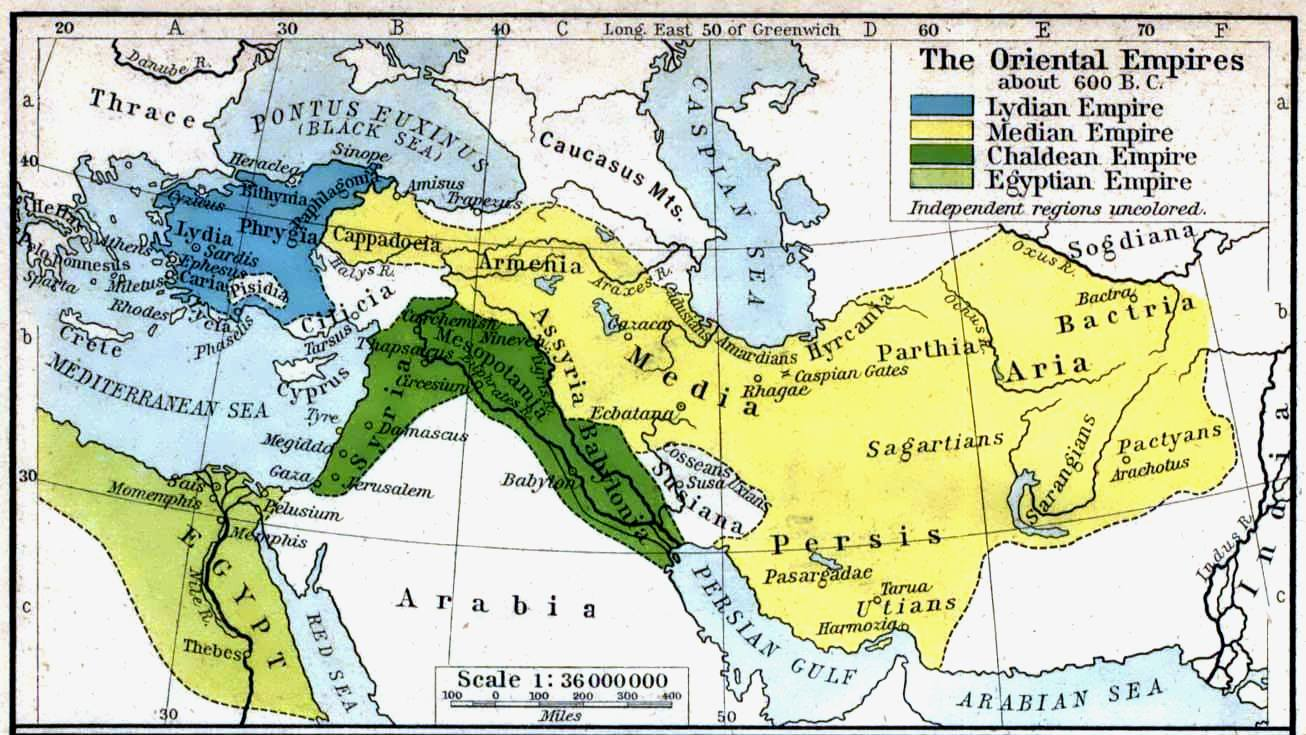
A Méd Birodalom legnagyobb kiterjedése Uvakhsatra idején

Uvakhsatra (óperzsa 𐎢𐎺𐎧𐏁𐎫𐎼, u-va-xa-ša-ta-ra, normalizált alakban Uvaxšatra, babiloni Umakištar, görög Κυαξάρης Β, II. Küaxarész) a Méd Birodalom uralkodója i. e. 625-től haláláig. Előfordul, hogy Nagy Küaxarész néven említik.

## Uralkodása
Uvakhsatra Khsathrita fia volt. Apja halála után a méd törzsek feletti hatalmat a szkíták királya, Madüész szerezte meg, és 28 évig meg is tartotta. Uvakhsatra a szkíták fennhatósága alatt nőtt fel. Ez az időszak azzal telt, hogy tanulmányozta a szkíta harcmodort és a hadsereg felépítését. E megfigyeléseit később hasznosította, kialakította a méd hadseregben a lovas és gyalogos egységeket, ezeken belül is elkülönítette az íjászokat a közelharcfegyverzetűektől. Az új hadsereget először az Urmia-tó vidékének elfoglalásánál próbálta ki.

## Asszíria
I. e. 625-ben Uvakhsatra megölte a szkíta helytartót, Madüészt legyőzte és elűzte Médiából, majd a médek királyának nevezte magát. A szkíta–asszír koalícióval szemben Nabú-apal-uszur babiloni királlyal szövetkezett. Babilon már egy ideje elszakadt Asszíriától, vezető rétegei minden asszírellenes tevékenységben örömmel vettek részt. A szövetség megerősítésére Uvakhsatra feleségül adta Amütisz nevű leányát (vagy unokáját) Nabú-apal-uszur fiához, II. Nabú-kudurri-uszurhoz. Az tisztázatlan, hogy a szövetséget előre megkötötték-e, vagy csak a tényleges hadműveletek során jött létre. Babilon már jóval korábban megkezdte az asszírok elleni háborút, i. e. 617-ben például a nippuri asszír helyőrséget számolták fel.
A hadműveletek i. e. 614-től i. e. 612-ig zajlottak. A szövetségesek két fronton háborúztak, a szkíták a médekkel, az asszírok a babiloniakkal. Az első időszakban még a médek és a babiloniak is több vereséget szenvedtek. Végül a méd hadsereg legyőzte a szkítákat, hódoltatta Mana fejedelemséget, és kihasználva az asszír haderő déli lekötöttségét, behatolt Arraphába, majd elfoglalta Harhart. Már Ninivét ostromolták, amikor a szkíták ismét beavatkoztak, és egyelőre megakadályozták az asszír főváros bevételét. Helyette azonban Assurt foglalta el. Az asszír uralkodóosztály tagjait egytől-egyig kivégezték, így Asszíria a hatalma tetőpontjától számítva alig húsz év múlva végleg megsemmisült. A Tigrisnél egyesülő méd–babiloni hadsereg Ninivét már együttes erővel dúlta fel. Néhány évig még tartották magukat asszír helyőrségek, utolsónak Harránban (i. e. 609-ig), de a győzelem már i. e. 612-ben teljesnek mondható.

## Terjeszkedés
A háború után a szövetségesek felosztották érdekszféráikat, így Babilonnak jutott a déli terület és az ókori Egyiptommal való konfrontáció, a médek pedig nyugat felé tekintgettek, ahol Urartu és Lüdia váltak célponttá. Urartu i. e. 640-től Asszíria vazallusa volt, III. Szarduri is a kimmerek és médek szövetségese volt, de a kimmerek veresége után elismerte Asszíria főhatalmát. Az őt követő III. Rusza uralkodásának eseményeiről semmit sem tudni, de az bizonyos, hogy a médek Asszíria leverése után, legkésőbb i. e. 609-ben Urartu területét is bekebelezték. Fővárosa, Tuspa i. e. 590-ben esett el.
Uvakhsatra keleten is nagy területeket hódított meg a mai Irán és Afganisztán térségében, egészen az Indusig eljutott, ekkor kerültek először a történelembe a közép-ázsiai szakák. Ekkor került méd fennhatóság alá Parsa, a későbbi Perszisz, azaz a perzsák fejedelemsége. Legyőzte a szkítákat is, akik ezután észak felé vonultak és többé nem játszottak szerepet a Kaukázus történetében. Fővárosát Ekbatanába helyezte. A babiloni évkönyvek ettől kezdve nem Média királyának nevezik, hanem az ummánmanda címet használják, azaz általában az északi térség nagykirálya.

## Lüdia
A Méd Birodalom következő ellenfele az Anatóliát birtokló Lüdia lett. Anatóliában volt még egy állam ekkoriban, Hilakku (a későbbi Kilikia), amelyre azonban sem a médek, sem a babiloniak nem tartottak igényt, ehelyett Hilakku többször játszott közvetítő szerepet a térség konfliktusaiban.
Az összecsapás elkerülhetetlen volt, de két évtizedig tartott, mire a két nagyhatalom felkészült az egymás elleni küzdelemre. A médeket i. e. 590-ig az urartui törzsek kötötték le. I. e. 585 májusának végén a hadsereg felsorakoztak a Halüsz folyó két oldalán. A csatát május 28-ra tűzték ki. Aznap azonban napfogyatkozás volt (a hagyomány szerint Thalész előre „megjósolta”, azaz kiszámította), amely eseményt mindkét oldalon isteni beavatkozásként értékeltek és a csata elmaradt. Lüdia és Média békét kötött, Alüattész feleségül adta Arüénisz nevű leányát Uvakhsatra fiához, Istuvigához – e házasságból született Mandané, II. Kurus perzsa király anyja.
Uvakhsatra nem sokkal ez után meghalt, a trónt fia vette át.